# Parodia nothominuscula
Parodia nothominuscula ist eine Pflanzenart aus der Gattung Parodia in der Familie der Kakteengewächse (Cactaceae). Das Artepitheton nothominuscula leitet sich vom griechischen Wort notho- für ‚falsch‘ und der Art Parodia minuscula ab.

## Beschreibung
Parodia nothominuscula wächst meist einzeln oder bildet manchmal Gruppen. Die dunkelgrünen bis olivgrünen, abgeflacht kugelförmigen bis kugelförmigen Triebe erreichen Wuchshöhen von bis zu 3 Zentimeter und Durchmesser von 4,5 Zentimeter. Die neun bis zehn senkrechten Rippen sind gerundet. Die auf ihnen befindlichen kreisrunden bis ovalen Areolen sind schmutzig weiß bis grau. Die biegsamen Dornen sind dunkelrot bis schwärzlich braun. Der einzelne Mitteldorn weist eine Länge von bis zu 1,8 Zentimeter auf. Die acht bis zwölf Randdornen sind bis zu 1 Zentimeter lang.  
Die leuchtend gelben Blüten besitzen einen grünlich gelben Mittelstreifen. Sie erreichen Durchmesser von 4,5 Zentimeter und Längen von bis zu 4 Zentimeter. Die Narben sind weinrot. Die grünlichen kurz länglichen Früchte sind bis zu 1 Zentimeter lang und weisen Durchmesser von 8 Millimeter auf. Die Früchte enthalten glockenförmige, schwarzbraune, 8 bis 11 Millimeter lange Samen, die leicht gehöckert sind.

## Verbreitung und Systematik
Parodia nothominuscula ist im brasilianischen Bundesstaat Rio Grande do Sul westlich von Santana da Boa Vista verbreitet.
Die Erstbeschreibung als Notocactus minusculus durch Andreas Hofacker und Konrad Herm wurde 1996 veröffentlicht. Als Andreas Hofacker die Art in die Gattung Parodia stellte wurde ein neuer Name benötigt, da der Name Parodia minuscula Rausch (1985) bereits existierte. Nomenklatorische Synonyme sind Peronocactus minusculus (Hofacker & K.Herm) Doweld (1999, unkorrekter Name ICBN-Artikel 11.4) und Notocactus ottonis var. minusculus (Hofacker & K.Herm) N.Gerloff & Neducha (2004).

## Nachweise